# NGC 1796
NGC 1796 est une petite galaxie spirale barrée rapprochée et située dans la constellation de la Dorade. NGC 1796 a été découverte par l'astronome britannique John Herschel en 1834.

## Caractéristiques
Sa vitesse par rapport au fond diffus cosmologique est de 1 046 ± 9 km/s, ce qui correspond à une distance de Hubble de 15,43 ± 1,09 Mpc (∼50,3 millions d'al).
À ce jour, une mesure non basée sur le décalage vers le rouge (redshift) donne une distance d'environ 10,600 Mpc (∼34,6 millions d'al). Cette valeur est à l'extérieur des valeurs de la distance de Hubble. Cependant, puisque cette galaxie est relativement rapprochée du Groupe local, il est probable que cette valeur soit plus près de la distance réelle de NGC 1796. Notons que c'est avec la valeur moyenne des mesures indépendantes, lorsqu'elles existent, que la base de données NASA/IPAC calcule le diamètre d'une galaxie.
La classe de luminosité de NGC 1796 est III et elle présente une large raie HI.